# Kony: Order from Above
Kony: Order from Above es una película bélica ugandesa de 2017 dirigida por Steve T. Ayeny. Inicialmente se informó que sería la entrada de Uganda en la categoría Mejor largometraje internacional en los 92.º Premios de la Academia. Sin embargo, más tarde se confirmó que no había sido seleccionada porque no podía cumplir con los requisitos mínimos obligatorios. Habría sido la primera presentación del país africano a los Oscar. También recibió una nominación en las categorías mejor largometraje y mejor cinematografía en los Premios del Festival de Cine de Uganda 2017.

## Sinopsis
En medio de la insurgencia del Ejército de Resistencia del Señor, dos jóvenes enamorados son separados por las circunstancias.

## Elenco
- Joel Okuyo Prynce como Kony
- Steve T. Ayeny como Agutti
- Michael Wawuyo